# Jack Alexy
John Carroll Alexy (conocido como Jack Alexy; Morristown, 19 de enero de 2003) es un deportista estadounidense que compite en natación, especialista en el estilo libre.
Participó en los Juegos Olímpicos de París 2024, obteniendo una medalla de oro en la prueba de 4 × 100 m libre.
Ganó diez medallas en el 2025, en los años 2023 y 2025, y cinco medallas en el Campeonato Mundial de Natación en Piscina Corta de 2024.
En agosto de 2025 estableció una nueva plusmarca mundial del relevo 4 × 100 m libre mixto (3:18,48) y en diciembre de 2024 estableció una nueva plusmarca mundial en piscina corta de los 4 × 100 m libre (3:01,66).
Estudió Economía Política en la Universidad de California en Berkeley. Es nieto del exjugador de baloncesto Bill Ebben.

## Palmarés internacional
| Juegos Olímpicos                    | Juegos Olímpicos    | Juegos Olímpicos  | Juegos Olímpicos        |
| Año                                 | Lugar               | Medalla           | Prueba                  |
| ----------------------------------- | ------------------- | ----------------- | ----------------------- |
| 2024                                | París (Francia)     | Medalla de oro    | 4 × 100 m libre         |
| Campeonato Mundial                  |                     |                   |                         |
| Año                                 | Lugar               | Medalla           | Prueba                  |
| 2023                                | Fukuoka (Japón)     | Medalla de oro    | 4 × 100 m estilos       |
| 2023                                | Fukuoka (Japón)     | Medalla de plata  | 50 m libre              |
| 2023                                | Fukuoka (Japón)     | Medalla de plata  | 100 m libre             |
| 2023                                | Fukuoka (Japón)     | Medalla de plata  | 4 × 100 m libre mixto   |
| 2023                                | Fukuoka (Japón)     | Medalla de bronce | 4 × 100 m libre         |
| 2025                                | Singapur (Singapur) | Medalla de oro    | 4 × 100 m libre mixto   |
| 2025                                | Singapur (Singapur) | Medalla de plata  | 100 m libre             |
| 2025                                | Singapur (Singapur) | Medalla de bronce | 50 m libre              |
| 2025                                | Singapur (Singapur) | Medalla de bronce | 4 × 100 m libre         |
| 2025                                | Singapur (Singapur) | Medalla de bronce | 4 × 100 m estilos       |
| Campeonato Mundial en Piscina Corta |                     |                   |                         |
| Año                                 | Lugar               | Medalla           | Prueba                  |
| 2024                                | Budapest (Hungría)  | Medalla de oro    | 100 m libre             |
| 2024                                | Budapest (Hungría)  | Medalla de oro    | 4 × 100 m libre         |
| 2024                                | Budapest (Hungría)  | Medalla de plata  | 4 × 100 m estilos       |
| 2024                                | Budapest (Hungría)  | Medalla de plata  | 4 × 100 m estilos mixto |
| 2024                                | Budapest (Hungría)  | Medalla de bronce | 50 m libre              |